# 半数致死量
半数致死量（はんすうちしりょう、median lethal dose）とは、物質の急性毒性の指標、致死量の一種としてしばしば使われる数値で、投与した動物の半数が死亡する用量をいう。"Lethal Dose, 50%"を略してLD50と書く。

## 概要
通常は動物の体重1kg当たりの投与重量mg（mg/kg）で表示する。また水生動物やガス・粉塵の吸入による投与の場合には濃度（単位はppmなど）で表示し、LC50（半数致死濃度 "Lethal Concentration, 50%"の略、LCt50とも）と書く。投与経路（経口、経皮、場合によっては静脈注射など）により数値は大きく異なる。
LC50はppmまたはmg/m3であらわされる。シアン化水素などのように蒸気密度が空気に近い気体であれば両者の数値はほぼ同値であるが、蒸気密度の大きな気体の場合、mg/m3の方が大きな数値を取る。LD50と異なり、LC50は吸入時間が分からなければその物質の毒性を知る上で重要な情報が欠けていることになる。情報源によっては毒性試験の際の吸入時間を明記せずに濃度のみを記載しているが、10分値と4時間値では（自然に解毒されない蓄積性の物質の場合）24倍の差があることになる。
注射・吸入の両方で同様に毒性が発現する物質であっても、LD50とLC50の換算には固定的な値はない。この理由としてはLC50は呼吸量によって大きく左右されることが挙げられる。動物種によっても呼吸量は異なり（大きい動物ほど体重あたりの呼吸量は少ない傾向がある）、同じ動物種でも安静時と興奮時では数倍の差がある。このため、測定値のぶれが大きいが、LD50の1 mg/kg当たりのLC50は10～500 mg/m3/1時間に収まることが多い。ただし一部の化学物質では、経口・注射ではそれほど強い毒性がないが、吸入した場合は肺水腫など呼吸器障害を起こす作用が強い場合があるため、LD50から予測される割にLC50が低い値をとることもある。
毒物及び劇物取締法における毒物・劇物の指定は半数致死量を基準としており、例えば経口投与の場合はLD50=50 mg/kg以下程度を毒物、LD50=300 mg/kg以下程度を劇物としている。
半数致死量を求めるには、1用量当たり数頭の動物を用いて数用量で試験し、ロジスティック回帰などの統計的方法により算出するが、誤差が大きいので信頼区間などとともに表示する必要がある。また供試動物数を少なくして上下法（1頭ずつ投与し、その結果に応じて次の動物に上または下の用量で投与していく）でおよその数値を求めることもある。
現在では、半数致死量を正確に求めることは科学的に意味がないこと、また供試動物をなるべく削減する動物福祉の観点から、半数致死量を求めずに、ある用量より上か下かだけを見る方法（固定用量法）が多くの毒性試験ガイドラインで採られている。

## 刑事裁判
被害者の静脈内に致死量以下の空気を注射した事案において、最高裁判所は、「本件のように静脈内に注射された空気の量が致死量以下であつても被注射者の身体的条件その他の事情の如何によつては死の結果発生の危険が絶対にないとはいえないと判示しており、右判断は、原判示挙示の各鑑定書に照らし肯認するに十分である」と判示して殺人罪の実行の着手を肯定した。